# چناردم چهرقرعلیوند
چناردم چهرقرعلیوند، روستایی از توابع بخش مرکزی شهرستان کوهدشت در استان لرستان ایران است.

## جمعیت
این روستا در دهستان کوه دشت جنوبی قرار دارد و براساس سرشماری مرکز آمار ایران در سال ۱۳۸۵، جمعیت آن ۲٬۲۳۰ نفر (۴۴۰خانوار) بوده‌است.